# Ceratomerus hibernus
Ceratomerus hibernus är en tvåvingeart som beskrevs av Sinclair 2003. Ceratomerus hibernus ingår i släktet Ceratomerus och familjen Brachystomatidae. Inga underarter finns listade i Catalogue of Life.